# Atmis
L'Atmis (in russo Атмис?) è un fiume della Russia europea ( Mordovia), affluente di sinistra della Mokša. Scorre nei rajon Kamenskij e Nižnelomovskij dell'oblast' di Penza. Appartiene al bacino del Volga.

## Descrizione
La sorgente del fiume si trova sulle alture del Volga a est del villaggio di Blinovka, 16 km a nord-est della città di Kamenka. Nel corso superiore scorre verso sud, quindi gira bruscamente verso nord-ovest e nord. Sfocia nella Mokša a 540 km dalla foce, 16 km a nord-est di Nižnij Lomov. La larghezza alla foce è di circa 30 metri. La lunghezza del fiume è di 114 km, l'area del suo bacino è di 2 430 km².